# 野辺地町立図書館
野辺地町民図書館（のへじちょうみんとしょかん）は、青森県上北郡野辺地町字野辺地にある公共図書館である。

## 沿革
- 1887年（明治20年） -  ウルクジュウ（野坂久五郎）文庫として、本町に創設。
- 1908年（明治41年）8月14日 - 図書館創設を議決し、新町尋常小学校に付設。
- 1944年（昭和19年）5月 - 新町尋常小学校移転に伴い、野辺地実科高等女学校に移転したが、1971年（昭和46年）まで図書館は閉鎖。
- 1947年（昭和22年）7月 - 本町に公民館設立と同時に、公民館図書部として開館。
- 1965年（昭和40年）4月 - 城内に公民館図書部移転。
- 1971年（昭和46年）4月 - 閉鎖していた図書部と公民館図書部が合併。
- 1976年（昭和51年）5月 - 中央公民館新築に伴い、中央公民館2階に移転。
- 1984年（昭和59年）7月23日 - 新図書館建設開始。
- 1985年（昭和60年）
  - 3月28日 - 野辺地町立図書館条例の全部を改正する。
  - 5月1日 - 野辺地町立図書館の管理運営に関する規則が施行。
  - 5月22日 - 第1回図書館協議会開催。
  - 5月25日 - 新築した独立の図書館が開館。
  - 6月8日 - 集会行事開始（映写会、ディスクコンサート、おはなし会、おり紙会、夏休読書マラソン）。
  - 7月24日 - 図書館ボランティア会発足（昭和63年度まで）。
- 1986年（昭和61年）4月19日 - 図書館クラブ発足（平成4年度まで）。
- 1992年（平成4年）7月19日 - 参考図書室にエアコン設置。
- 1994年（平成6年）7月1日 - 図書館資料保存及び除籍、廃棄基準を設置。
- 1995年（平成7年）12月26日 - 新築開館10周年記念誌「燈火」を発行。
- 2000年（平成12年）
  - 3月24日 - 野辺地町立図書館設置条例の一部を改正（昭和60年野辺地町条例第13号第6条）。
  - 3月28日 - 野辺地町立図書館の管理運営に関する規則の一部を改正（昭和60年教育委員会規則第1号第13条1項）。
  - 4月1日 - 電子図書目録作成開始。
- 2001年（平成13年）6月13日 - 野辺地町立図書館ホームページ開設。
- 2002年（平成14年）
  - 3月16日 - ティーンズコーナー設置。
  - 8月30日 - 赤ちゃん絵本コーナー設置。
- 2004年（平成16年）3月1日 - 自館作成による館内資料検索システム完成及びサービスの提供開始（一般図書、児童図書、絵本、紙芝居、CD）。 同日、利用者用パソコン設置。委員会を開催。
- 2008年（平成20年）1月28日 - 携帯電話用ホームページ開設。
- 2009年（平成21年）9月3日 - 防犯カメラ等設置。
- 2010年（平成22年）
  - 10月1日 - 野辺地町立図書館のホームページを全面リニューアル。Web蔵書検索サービス開始。
  - 12月9日 - 野辺地町立図書館ツイッター開設。
- 2011年（平成23年）9月30日 - 1階開架コーナー・閲覧室冷房設置。図書館システム導入。Web蔵書検索に視聴覚資料検索サービスを追加。
- 2014年（平成26年）
  - 8月1日 - 野辺地町立図書館の管理運営に関する規則第17条･第19条を全改正（平成26年教育委員会委規則第2号）。
  - 9月2日 - 図書館システム稼働。

## 開館時間
- 火曜日 - 日曜日の9時 - 17時

## 休館日
- 毎週月曜日
- 国民の祝日
- 年末年始（12月29日 - 1月3日）
- 館内整理日（月末）
- 特別整理期間（15日以内）
  - 月曜日が祝日の場合、翌火曜日が振替休館日。
  - 月末が土日の場合は、前日の金曜日が振替休館日。
  - 年末年始は、曜日配列により、休館日が変わる。

## サービス
- 本・紙芝居は1人5冊まで15日間借りられる。
- 雑誌は1人3冊まで8日間借りられる（ただし、最新号は除く）。
- CD・DVD・ビデオは1人3点まで8日間借りられる。

## アクセス
- 青い森鉄道野辺地駅から、徒歩25分。
- 下北交通バスで、「野辺地中央」バス停下車後、徒歩5分。